# Taslim Olawale Elias

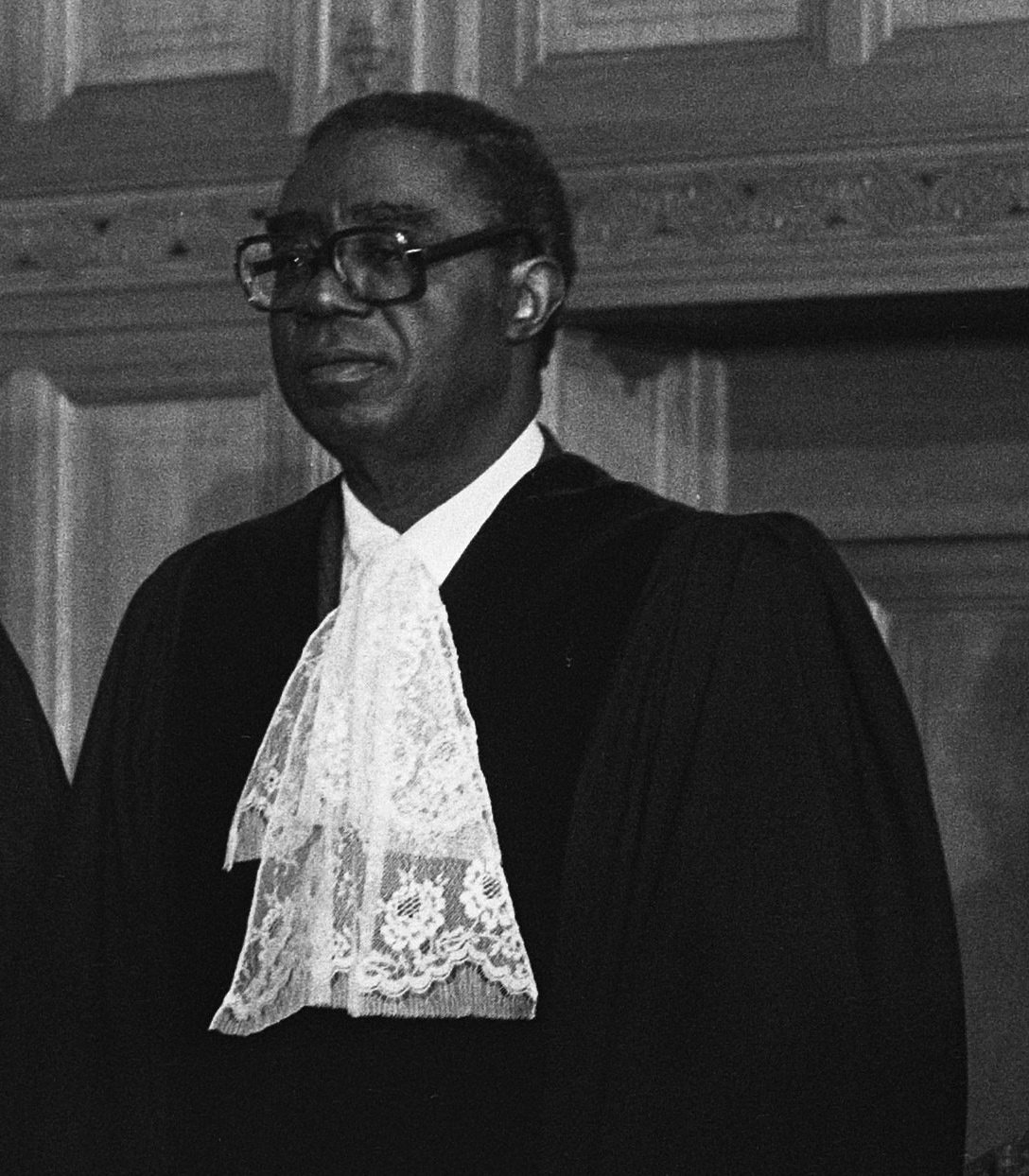
Taslim Olawale Elias, foto de Rob Croes in The Hague (1979)

Taslim Olawale Elias (11 de noviembre de 1914 – 14 de agosto de 1991) fue un jurista nigeriano que desempeñó los cargos de procurador general y presidente de la Corte Suprema de Nigeria. Fuera de su país, era más famoso por haber sido juez y presidente del Tribunal Internacional de Justicia. Fue un académico influyente en Nigeria y, por su experiencia en derecho internacional público, en el mundo entero.